# Урозеро (заказник)
У́розеро — памятник природы в Пряжинском и Прионежском районах Республики Карелия, к юго-западу от Укшозера.

## Описание
Площадь — 2301 га, в том числе озеро Урозеро — 1440 га.
Озеро с окружающими лесами взято под охрану как гидрологический памятник природы Постановлением Председателя Правительства Республики Карелия № 858 от 29.12.1997 года, с целью сохранения уникального источника питьевой воды, а также тяготеющих к озеру ценных природных комплексов включающих лесные массивы с местообитаниями ряда растений и животных, внесённых в Красные книги России и Карелии.
Урозеро — необычный для региона светловодный водоем, вода которого по своим показателям близка к подземной. Это обусловлено строением водосбора, сложенного кристаллическими породами, отсутствием поверхностных притоков и постоянным оттоком озёрных вод в реку Шуя. Озеро расположено в нижней части бассейна Шуи, в котловине тектонического происхождения, приуроченной к одноименной синклинальной структуре. Максимальная глубина водоема — 35 м.
Видовой состав рыб озера Урозеро: окунь, плотва, щука, налим, ряпушка, ёрш, снеток.
Вода отличается исключительной прозрачностью и своеобразным зеленовато-голубым, синевато-зелёным цветом. Величина минерализации — 27 мг/л, рН 7,4-8,0.